# 경상북도 부교육감
경상북도 부교육감은 경상북도교육감을 보좌하여 경상북도청의 사무를 담당하는 고위공무원이다.
부교육감은 나급 상당의 일반직 고위공무원으로 보한다.

## 역대 부교육감
| 대수 | 이름   | 임기                                |
| ---- | ------ | ----------------------------------- |
| 초대 | 서상태 | 1991년 8월 17일 ~ 1992년 8월 31일   |
| 2대  | 박치욱 | 1992년 9월 1일 ~ 1994년 8월 31일    |
| 3대  | 이병수 | 1994년 9월 5일 ~ 1995년 12월 31일   |
| 4대  | 박무사 | 1996년 1월 1일 ~ 1997년 12월 28일   |
| 5대  | 김정기 | 1997년 12월 29일 ~ 1998년 12월 31일 |
| 6대  | 유강하 | 1999년 1월 4일 ~ 2000년 6월 30일    |
| 7대  | 김국현 | 2000년 7월 5일 ~ 2003년 11월 23일   |
| 8대  | 이걸우 | 2003년 11월 24일 ~ 2005년 3월 24일  |
| 9대  | 류상번 | 2005년 3월 25일 ~ 2006년 8월 16일   |
| 10대 | 김철   | 2006년 8월 17일 ~ 2008년 3월 20일   |
| 11대 | 임승빈 | 2008년 3월 21일 ~ 2009년 5월 5일    |
| 12대 | 김화진 | 2009년 5월 6일 ~ 2011년 3월 31일    |
| 13대 | 황인철 | 2011년 4월 1일 ~ 2011년 12월 31일   |
| 14대 | 박준   | 2012년 3월 6일 ~ 2013년 3월 23일    |
| 15대 | 이성희 | 2013년 4월 12일 ~ 2013년 12월 31일  |
| 16대 | 정일용 | 2014년 3월 17일 ~ 2014년 12월 30일  |
| 17대 | 김명훈 | 2014년 12월 30일 ~ 2016년 12월 31일 |
| 18대 | 전우홍 | 2017년 2월 6일 ~ 2019년 1월 18일    |
| 19대 | 전진석 | 2019년 1월 19일 ~ 2020년 3월 31일   |
| 20대 | 송기동 | 2020년 4월 3일                      |
|      | 김태형 | 2022년 12월 31일 ~ 2024년 8월 26일  |
|      | 권성연 | 2024년 9월 19일 ~                   |